# Traktor Tashkent
El Traktor Tashkent fue un equipo de fútbol de Uzbekistán que alguna vez jugó en la Liga de Fútbol de Uzbekistán, la primera categoría de fútbol en el país.

## Historia
Fue fundado en el año 1968 en la capital Tashkent con el nombre Tashavtomash Tashkent, el cual cambiaron más tarde. El club ganó en dos ocasiones la Liga Soviética de Uzbekistán y también ganó la copa en una ocasión, siendo uno de los equipos de fútbol más poderosos del país.
Después de la independencia de Uzbekistán en 1991, al año siguiente el club se convirtió en uno de los equipos fundadores de la Liga de Fútbol de Uzbekistán un año después, manteniéndose en la máxima categoría a pesar de los problemas financieros, aunque el club pasó entre los puestos de descenso en la mayoría de sus 16 temporadas en la liga.
El club desaparece en el año 2007 junto al To'palang Sariosiyo por problemas financieros que lo aquejaron desde que Uzbekistán se volviera país independiente.

## Palmarés
- Liga Soviética de Uzbekistán: 2

1976, 1986
- Copa Soviética de Uzbekistán: 1

1975